# Doratoptera
Doratoptera es un género de polillas monotípico perteneciente a la familia Geometridae, descrito por primera vez en 1895. Es un género bastante aislado, es decir, que consiste en pocas especies relacionadas estructural o filogenéticamente.

## Especies
El género Doratoptera, perteneciente a la subfamilia Ennomine de Geometridae, es un género oriental. Comprende tres especies:
- Doratoptera nicevillei, descrita por George Francis Hampson en 1895, se encuentra en India (Sikkim)[4] y Bután.[5]
- Doratoptera amabilis, descrita por Katsumi Yazaki en 1988, con distribución en Japón.
- Doratoptera virescens, descrita por Nobukatsu Marumo en 1920, con distribución en China y la isla de Taiwán

## Descripción
Es una polilla grande con una envergadura de 60 milímetros (2,4 plg) y de color ocre pálido y su frente pardusca. Es un género muy peculiar en color y estructura. Su ala posterior no difiere en forma de la de Abraxaphantes, pero el ala anterior tiene su parte apical tan estrecha y prominente, y el ángulo anal tan completamente redondeado que parece una malformación. El ala posterior cuenta con el segundo radial tan débil que el género podría incluso ser excluido de la subfamilia Ennominae. Las alas son de textura satinada. El ala anterior cuenta con vetas pardo doradas pálidas en la costa, las venas y los espacios intercostales.
La cara cuenta con una prominencia redondeada, el vértice con un gran penacho o mechón cónico. Los palpos, pecho y fémures son peludos mientras que la antena es simple o minúsculamente ciliada.